# معبد شائولین
معبد شائولین (به چینی: 少林寺) یک معبد بودایی است که در استان هِنان در جمهوری خلق چین قرار گرفته‌است. به گفته مورخان این معبد منشأ هنرهای رزمی چینی (کونگ فو) می‌باشد. امروزه در این معبد علاوه بر انجام احکام دینی بودایی، به آموزش هنرهای رزمی می‌پردازند. در معبد شائولین همواره هنرهای رزمی چون:وینگچون ،تای چی چوان، چی کونگ و
… آموزش داده می‌شوند. همچنین این معبد جزو میراث جهانی یونسکو به حساب می‌آید.

## تاریخچه
در طول تاریخ، این معبد بارها و بارها تخریب و ازنو بازسازی شده‌است.
یکی از تخریب‌ها در سال ۱۶۴۷ توسط دودمان چینگ صورت گرفت که برای جلوگیری از فعالیت‌های ضدحکومتی، معبد ویران شد. این ویرانی کمک بسیاری به اشاعهٔ هنرهای رزمی راهبان معبد کرد.یکی از راهبه های که از معبد جان سالم بدر برد خانم اِنگ مویی بود که بعدها روش کونگ فو بوجود آورد و به دختری به نام ییم وینگچون آموزش داد و نام آن هنر رزمی وینگچون نامیده شد.
در سال ۱۹۲۸، فرماندهی به نام «شی یوسان» معبد را به آتش کشید. او بسیاری از دست‌نوشته‌ها را از بین برد و سرسرای معبد و همچنین کتابخانهٔ آن را ویران کرد. انقلاب فرهنگی در چین به یک‌باره راهبان و بودا را از این کشور محو کرد و برای سال‌ها، معبد خاموش ماند.
در نیمهٔ دوم قرن بیستم، حزب کمونیست چین از شائولین برای دوره‌های آموزشیِ راهبان دروغین خود استفاده کرد (یعنی همان گارد سرخ و ارتش سرخ چین).
این حزب، معبد و تمام بخش‌های آن ــ از گورستان افراد مذهبی یعنی «تا لین» گرفته تا استخر نُه اژدها ــ را هدف گلوله‌های آتشین خود قرار دادند.

سرانجام و به‌دنبال نمایش فیلم معبد شائولینِ جت لی در سال ۱۹۸۲، این معبد توسط دولت چین به‌عنوان یک مکان توریستی رسمی، بازسازی گردید.
از آن به بعد، گروه‌های رزمی‌کار در سراسر دنیا شروع به فرستادن کمک‌های نقدی خود جهت حفظ و نگهداری از این معبد قدیمی‌کردند و خواستار پاسداری از حجاری‌های درِ ورودی معبد شدند.
حزب کمونیست چین در صدد این است که انحصار خود بر معبد شائولین را دوباره پس گیرد.
این حزب نمی‌خواهد که امتیازات انحصاری و سودمند یادگارهای شائولین را از دست بدهد.
نهایتاً در اوت ۱۹۹۹، استاد «شی یونگ ژی» برای به دست‌گیری مقام مدیریت شائولین منصوب شد. او سیزدهمین راهب بودایی موفق در مدیریت شائولین، پس از «ژو تینگ فویو» بوده‌است.
در مارس ۲۰۰۶، ولادیمیر پوتین، رئیس‌جمهور روسیه، نخستین رهبر خارجی‌ای شد که از معبد بازدید کرده‌است.
در سال ۲۰۱۰، در جریان سی‌وچهارمین نشست کمیتهٔ میراث جهانی یونسکو، که در کشور برزیل برگزار شد، این معبد به‌عنوان میراث جهانی به ثبت رسید.